# Caenohalictus elachion
Caenohalictus elachion är en biart som först beskrevs av Joseph Vachal 1904.  Caenohalictus elachion ingår i släktet Caenohalictus och familjen vägbin. Inga underarter finns listade.